# Football Club Libourne
Il Football Club Libourne, più comunemente Libourne, è un club calcistico francese di Libourne (Gironda), che disputa il Championnat National 2, la quarta serie del campionato francese.
Fondato nel 1935 da Georges Kant, nel corso della sua storia il club ha adottato varie denominazioni: FC Libourne (1935-1966), AS Libourne (1966-1998) e FC Libourne-Saint-Seurin (1998-2009).
Il club ha trovato il periodo di maggior successo nei primi anni duemila, quando, tra il 2006 ed il 2009, ha preso parte alla Ligue 2, prima di essere retrocessa in Championnat National dal DNCG.

## Palmarès

### Competizioni nazionali
- Championnat National 2: 1

2002-2003 (gruppo D)
- Championnat National 3: 2

1998-1999 (gruppo F), 2022-2023

### Competizioni regionali
- Division d'honneur d'Aquitania: 3

1951-1952, 1968-1969, 1982-1983
- Coppa d'Aquitania: 6

1940-1941, 1945-1946, 1977-1978, 1985-1986, 1986-1987, 2003-2004

### Altri piazzamenti
- Championnat National:

Terzo posto: 2005-2006